# Fegyveres biztonsági őrség

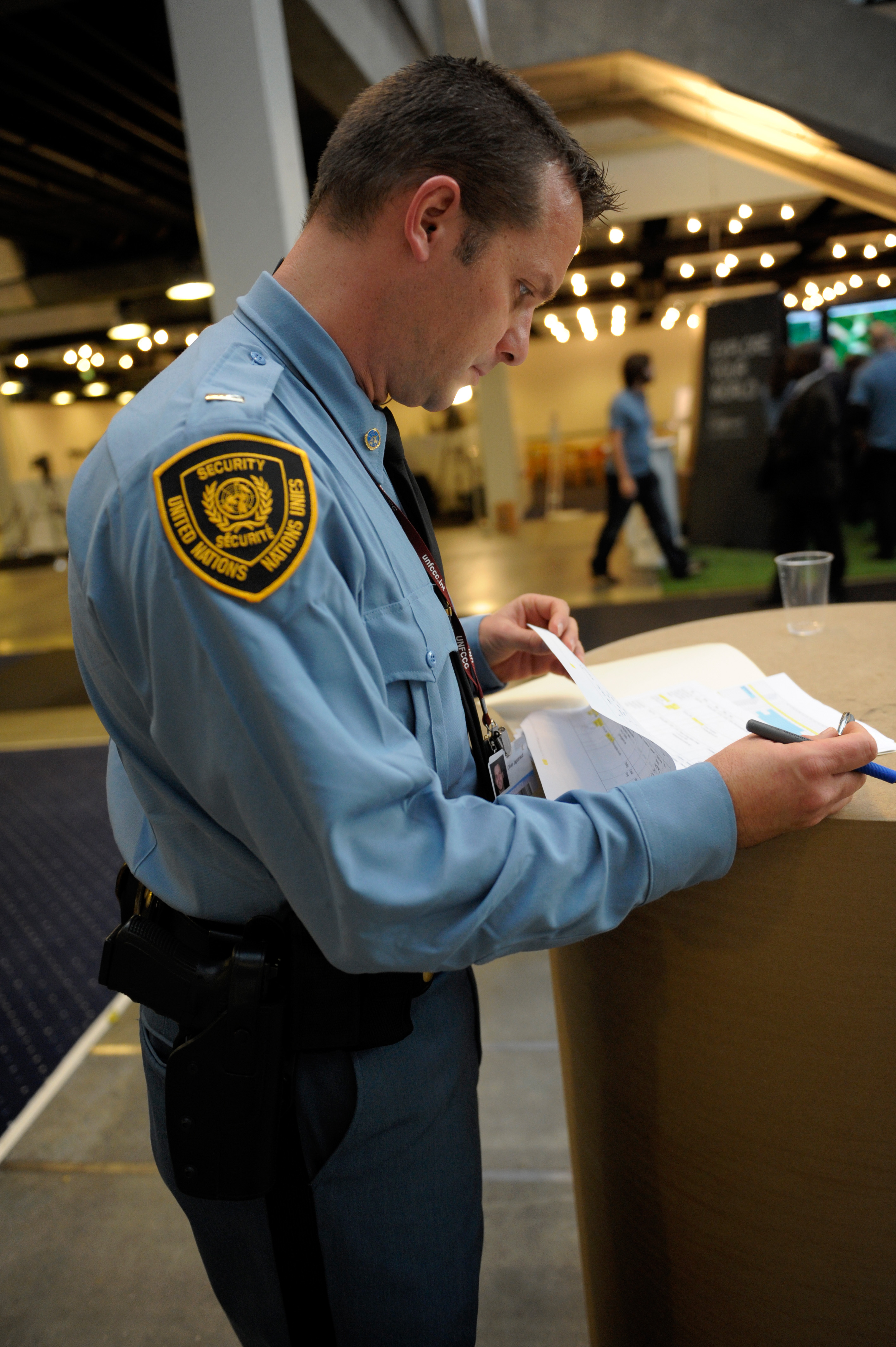
Fegyveres biztonsági őr egy koppenhágai rendezvényen

A fegyveres biztonsági őrség meghatározott őrzési feladatokat ellátó, szolgálati fegyverrel és más kényszerítő eszközzel rendelkező, sajátos jogokkal felruházott biztonsági szervezet, amelynek tagjai a létesítő, illetőleg működtető állami, önkormányzati, vagy egyéb intézménnyel, gazdálkodó szervezettel munkaviszonyban, illetve közalkalmazotti  jogviszonyban állnak. Szabályozása Magyarországon az 1997. évi CLIX. törvény, és a 27/1998. (VI. 10.) BM rendelet szerint történik. Jogelődje a polgári fegyveres őrség.

## Feladatuk
1. § (1) Fegyveres biztonsági őrséggel kell védeni az állam működése, illetőleg a lakosság ellátása szempontjából kiemelkedően fontos tevékenységet, létesítményt, szállítmányt, ha a védelemre a fegyveres erők, a rendvédelmi szervek nem kötelezettek, de az őrzés a közbiztonság vagy a nemzeti vagyon védelme érdekében indokolt.

### Őrzés- védelmi területek
- Az állam biztonsága, illetve a honvédelem szempontjából fontos létesítményeket, például: laktanyákat, rendőrkapitányságokat.
- A nemzetközi személy- vagy teherforgalomban működő repülőtereket. Budapest Liszt Ferenc nemzetközi repülőtér
- Katasztrófa veszélyességű nukleáris, radioaktív, robbanásveszélyes, tűzveszélyes, mérgező, illetve az egészségre vagy környezetre veszélyes bármely anyag, valamint ezek felhasználásával, gyártásával, tárolásával, forgalmazásával, szállítással összefüggő tevékenységeket MVM Paksi Atomerőmű,
- A lakosság alapvető szükségletét biztosító infrastruktúra és közműrendszerek egyes elemeinek védelme, MÁV Magyar Államvasutak Zrt.
- Kiemelt jelentőségű nemzeti, kulturális értékek. Például: múzeumok, könyvtárak, Magyar Nemzeti Bank, Diósgyőri Papírgyár,
- Postai szolgáltató kiemelt létesítményei,
- Közszolgálati rádió, televízió,
- Távközlési rendszerek központi létesítményei

## Létrehozás, engedélyezés, megszüntetés
(2) A fegyveres biztonsági őrség létrehozására vagy megszüntetésére irányuló eljárást a létesítmény vagy tevékenység szerint hatáskörrel rendelkező miniszter, az illetékes helyi önkormányzat jegyzője, a rendőrhatóság, a létesítmény üzemeltetője, birtokosa, illetőleg a tevékenység folytatója kezdeményezheti.
(3) Az őrzés elrendeléséről, a fegyveres biztonsági őrség létrehozásáról, működtetéséről és megszüntetéséről a Belügyminisztérium az államigazgatási eljárás általános szabályai szerint határozattal dönt. A határozathozatal előtt ki kell kérni a létesítmény vagy tevékenység szerint hatáskörrel rendelkező miniszter, illetve az illetékes helyi önkormányzat jegyzőjének, valamint az illetékes rendőrhatóság véleményét.
(4) A határozat – az őrzésre kötelezésen túl – meghatározza:
a) az őrzés biztonsági rendszerét;
b) a fegyver és a lőszer biztonságos tárolásának, kezelésének, felhasználásának és nyilvántartásának rendjét.
(5) A fegyveres biztonsági őrséggel történő őrzés elrendelhető
a) állandó (visszavonásig tartó),
b) időszakos (meghatározott tevékenységhez kapcsolódó vagy veszélyeztetettségi szinthez kötődő),
c) ideiglenes (határozott időtartamú)
jelleggel.
(6) Fegyveres biztonsági őrség létrehozható és működtethető a fegyveres erők és a rendvédelmi szervek szervezetében is olyan – az adott szerv tevékenységi körébe tartozó – objektum, illetve személyőrzési, kísérési feladatok ellátására, amelyekhez a jelen törvényben meghatározott képesítési követelmények, intézkedési és kényszerítőeszköz-használati jogosultságok elegendők.

## Fegyveres biztonsági őr
1997. évi CLIX. törvény a fegyveres biztonsági őrségről.
A fegyveres biztonsági őrség az e törvényben és a végrehajtásáról szóló jogszabályban meghatározott
őrzési feladatokat ellátó, szolgálati fegyverrel és más kényszerítő eszközökkel rendelkező, sajátos jogokkal felruházott biztonsági szervezet, amelynek tagjai a létesítő, illetőleg működtető állami, önkormányzati vagy egyéb intézménnyel, gazdálkodó szervezettel munkaviszonyban, illetve közalkalmazotti jogviszonyban állnak.
10§./1.
A  fegyveres biztonsági őr szolgálatának ellátása során jogosult és köteles:
- a) a biztonságot sértő, vagy veszélyeztető személyt tevékenysége abbahagyására felszólítani, igazoltatni
- b) az intézkedésének tettlegesen ellenszegülő, valamint bűncselekmény vagy tulajdon elleni szabálysértés elkövetésén tetten ért személyt a rendőrség megérkezéséig visszatartani;
- c) az a)-b) pont szerint igazoltatott, visszatartott vagy előállított személytől a bűncselekményből származó vagy annak elkövetéséhez használt dolgot, illetve támadásra alkalmas eszközt elvenni, ennek érdekében ruházatát, csomagját átvizsgálni.
- (1a)  A ruházat átvizsgálását - halaszthatatlan eset kivételével - az intézkedés alá vonttal azonos nemű személy végezheti. Az intézkedés nem történhet szeméremsértő módon.  (1b) A büntetés-végrehajtási szervezetnél az 1. § (6) bekezdése alapján működő fegyveres biztonsági őrség tagja az (1) bekezdés vonatkozásában a tetten ért személyt a rendőrség vagy a büntetés-végrehajtási szervezet hivatásos állományú tagjának megérkezéséig jogosult és köteles visszatartani.  (2) A fegyveres biztonsági őr a biztonságot veszélyeztető tevékenység megszakítása érdekében, az azt elkövető személlyel szemben az arányosság követelményének betartásával:  a) testi erővel cselekvésre vagy cselekvés abbahagyására kényszerítést, illetve pórázon vagy anélkül, szájkosárral ellátott szolgálati kutyát,  b) az (1) bekezdés b) pontja szerint visszatartott személy szökésének, illetve személyőrzési vagy kísérési feladat végrehajtása során a személyes szabadságában korlátozott személy szökésének, önkárosításának megakadályozására bilincset,  c) a támadás megakadályozására vagy az ellenszegülés megtörésére vegyi vagy elektromos sokkoló eszközt, rendőrbotot, illetve pórázon vezetett szájkosár nélküli szolgálati kutyát,  d) az állam működése vagy a lakosság ellátása szempontjából kiemelkedően fontos tevékenység, létesítmény, szállítmány ellen fegyveresen vagy felfegyverkezve intézett támadás elhárítására szájkosár és póráz nélküli szolgálati kutyát vagy lőfegyvert  alkalmazhat, illetve használhat.  (3) A kényszerítő eszköz alkalmazása esetén kerülni kell a sérülés okozását, az emberi élet kioltását. Az intézkedés során megsérült személy részére - amint ez lehetséges - segítséget kell nyújtani. Szükség esetén a fegyveres biztonsági őr köteles gondoskodni arról, hogy a sérültet orvos elláthassa.  (4) A kényszerítő eszköz alkalmazására az érintettet - ha az eset körülményei lehetővé teszik - előzetesen figyelmeztetni kell.  (5) Ha az engedélyezett kényszerítő eszköz nem áll rendelkezésre, vagy a használatára nincs lehetőség, a fegyveres biztonsági őr a bilincs, a rendőrbot helyett más eszközt is igénybe vehet, ha a helyettesített eszköz alkalmazásának törvényi feltételei fennállnak és az eszközzel elérni kívánt törvényes cél megvalósítására alkalmas.  (6) A lőfegyver használatát a következő sorrendben meg kell előznie  a) felhívásnak, hogy a felhívott a biztonsági őr felszólításának engedelmeskedjék;  b) más kényszerítő eszköz alkalmazásának;  c) figyelmeztetésnek, hogy lőfegyverhasználat következik;  d) figyelmeztető lövésnek.  (7) A (6) bekezdésben előírt megelőző intézkedések részben vagy teljesen mellőzhetők, ha az eset összes körülményei folytán a megelőző intézkedésekre már nincs idő, és a késedelem következtében a támadás a védett létesítményt, értéket vagy tevékenységet közvetlenül veszélyezteti.  (8) Lőfegyverhasználatnak csak a szándékosan személyre leadott lövés minősül. Nem minősül lőfegyverhasználatnak a véletlenül bekövetkezett, az állatra, a tárgyra leadott lövés vagy figyelmeztető lövés.  (9)-(10) *   (11) A fegyveres biztonsági őrt a fokozott büntetőjogi védelem, valamint az e törvény szerinti intézkedési és kényszerítőeszköz-használati jogosultság kizárólag az őrutasításban szereplő feladatok ellátása során illeti meg.  10/A. §  (1) A kényszerítő eszköz alkalmazását haladéktalanul jelenteni kell a felettesnek, valamint a rendőrségnek.  (2) Akinek a fegyveres biztonsági őr intézkedése, annak elmulasztása, a kényszerítő eszköz alkalmazása jogát vagy jogos érdekét sértette, panasszal fordulhat a rendőrséghez.  (3) A (2) bekezdésben meghatározott esetben a cselekvőképtelen személy helyett törvényes képviselője jár el, korlátozottan cselekvőképes személy helyett törvényes képviselője vagy meghatalmazottja is eljárhat. A panasz meghatalmazott vagy jogi képviselő útján is előterjeszthető.  (4)  A rendőrséghez a panaszt az intézkedéstől, annak elmulasztásától vagy a kényszerítő eszköz alkalmazásától, ha pedig a panasz előterjesztője az őt ért jogsérelemről később szerzett tudomást, a tudomásszerzéstől számított nyolc napon, de legkésőbb az intézkedéstől számított 3 hónapon belül lehet előterjeszteni.  (5)  A rendőrség a panaszról a beérkezését követő naptól számított tizenöt napon belül - a közigazgatási hatósági eljárás szabályai szerint - dönt.
- 10/B. § *  A fegyveres biztonsági őrség tevékenysége során együttműködik a katasztrófavédelemmel, a Nemzeti Adó- és Vámhivatal vámszerveivel, a hivatásos állami és önkormányzati tűzoltósággal, a természetvédelmi őrszolgálattal, az erdészeti hatósággal, a vadászati hatósággal, a halászati hatósággal, az önkormányzati szervekkel, a fővárosi és megyei kormányhivatal járási (fővárosi kerületi) hivatalával (továbbiakban: járási hivatal), valamint az egyesületekkel.

## Galéria

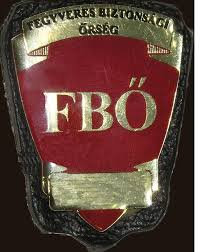
Fegyveres Biztonsági Őrség jelvény
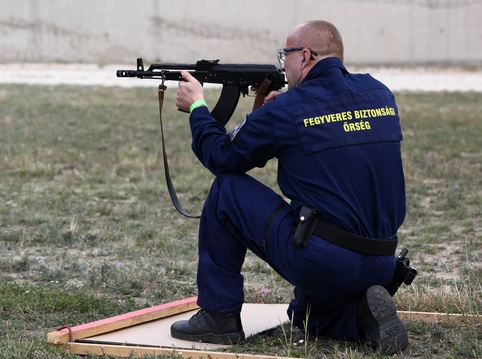
Fegyveres Biztonsági Őr lőgyakorlat közben
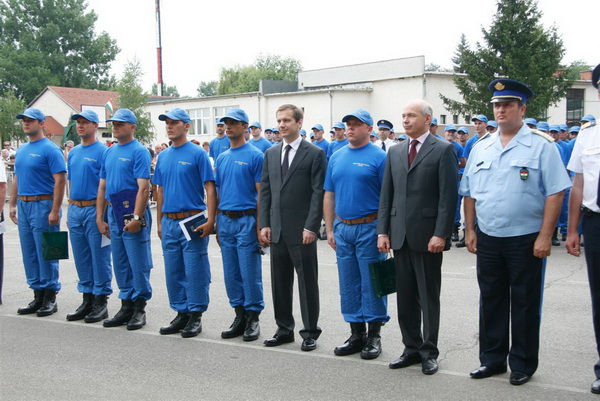
Fegyveres Biztonsági Őrök
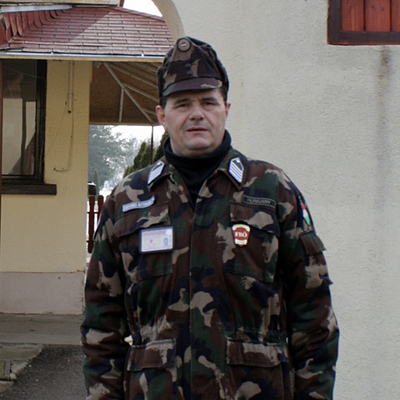
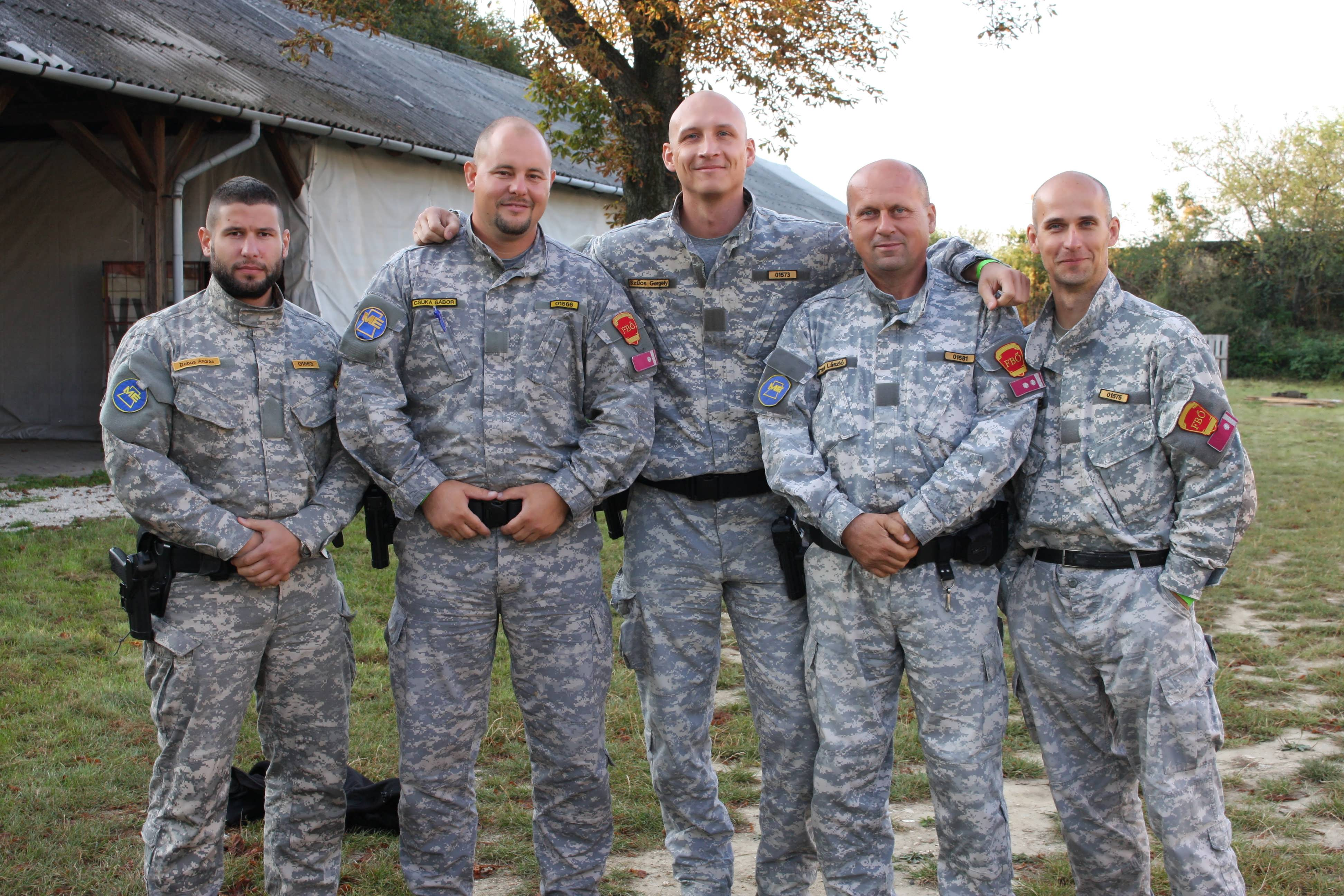
A Mátrai Erőmű Fegyveres Biztonsági Őrsége
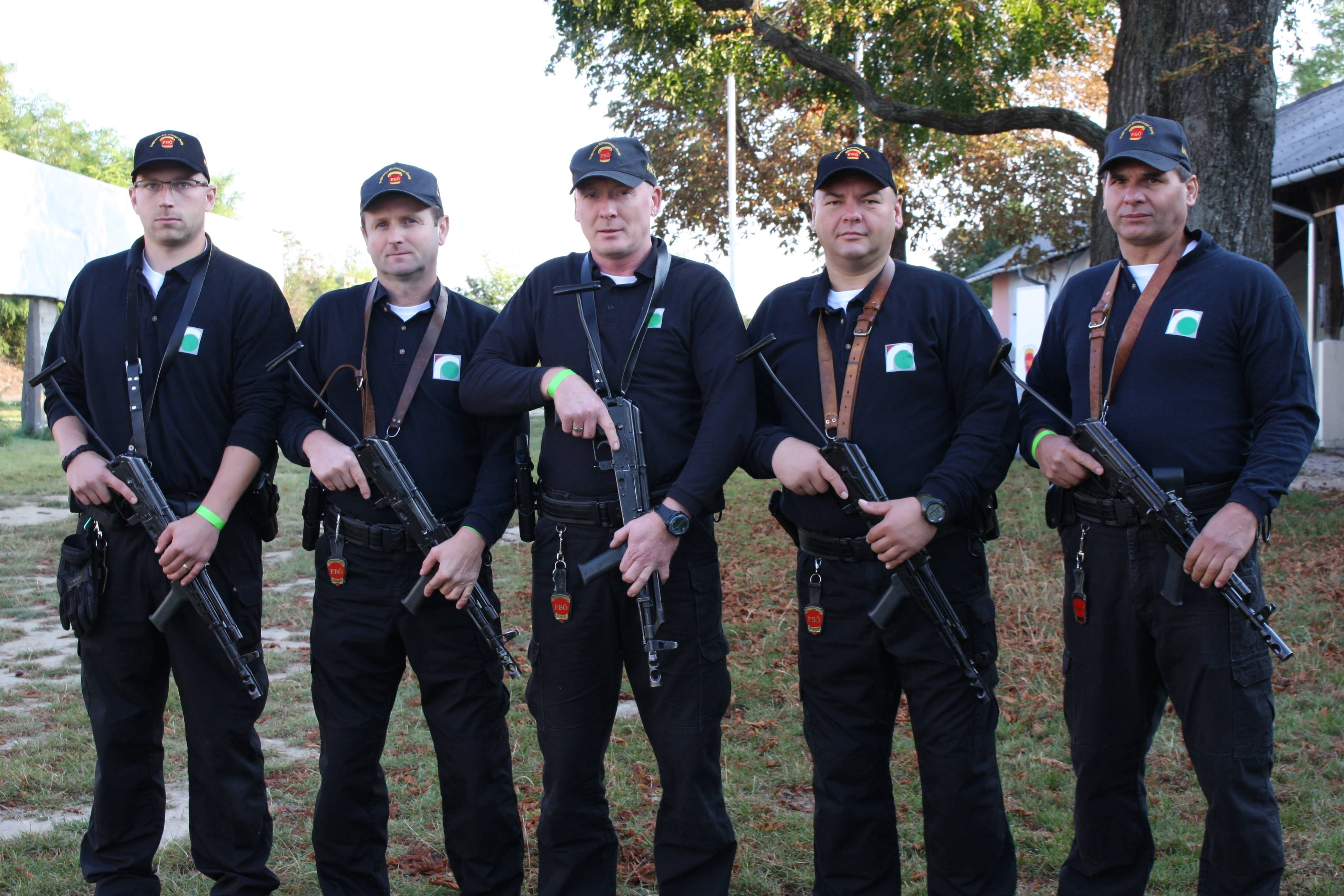
Fegyveres Biztonsági Őrök